# On (Aphex Twin)
On è il terzo EP del musicista Aphex Twin, pubblicato 15 novembre 1993 dalla Warp Records.

## Il disco
Pubblicato dopo l'album Selected Ambient Works 85-92, e prima del suo prosieguo Selected Ambient Works Volume II, On è spesso descritto come un EP in stile ambient techno malgrado la presenza di ritmi striduli e graffianti in quasi tutti i brani.
Insieme all'EP è stato prodotto anche un disco di remix, On Remixes, composto da quattro tracce: due remix del singolo On, dei musicisti μ-Ziq e Reload, uno di d-Scape, seppure con titolo On (d-scape Mix), e un brano inedito di James, seppure con titolo On (28 Mix).

## Tracce
On
1. On - 7:03
2. 73 Yips - 4:14
3. d-Scape - 6:54
4. Xepha - 5:42

On (edizione statunitense)
1. On (Edit)
2. 73 Yips (Edit)
3. Xepha (Edit)
4. On (Reload Mix)

On Remixes
1. On (d-Scape Mix) - 10:40
2. On (Reload Mix) - 7:06
3. On (μ-Ziq Mix) - 8:44
4. On (28 Mix) - 6:47